# FINA Water Polo World League 2015 (maschile)
La World League maschile di pallanuoto 2015 (FINA Water Polo World League 2015) è stata la 14ª edizione della manifestazione che viene organizzata annualmente dalla FINA. Il torneo si è svolto in due fasi, un turno di qualificazione e la Super Final, in programma a Bergamo dal 23 al 28 giugno 2015. La Serbia, squadra vincitrice della Super Final, ha ottenuto la qualificazione al torneo olimpico di Rio de Janeiro 2016.
La competizione è partita ufficialmente il 18 novembre 2014 con i gironi di qualificazione europei, mentre il torneo intercontinentale di qualificazione si è giocato tra il 30 marzo e il 4 aprile 2015.

## Turno di qualificazione

### Europa
Le 13 squadre europee sono state divise in tre gironi disputati con gare di andata e ritorno dal 18 novembre 2014 al 14 aprile 2015. Si sono qualificate alla Super Final le prime in classifica di ciascun girone. In qualità di Paese ospitante, l'Italia è stata ammessa di diritto alla Super Final.

#### Gruppo A
|    | Squadra    | Pti | G | V | VR | PR | P | GF | GS | DR  |
| -- | ---------- | --- | - | - | -- | -- | - | -- | -- | --- |
| 1. | Ungheria   | 18  | 6 | 6 | 0  | 0  | 0 | 87 | 57 | +30 |
| 2. | Grecia     | 12  | 6 | 4 | 0  | 0  | 2 | 84 | 63 | +21 |
| 3. | Romania    | 5   | 6 | 1 | 1  | 0  | 4 | 58 | 88 | -30 |
| 4. | Slovacchia | 1   | 6 | 0 | 0  | 1  | 5 | 55 | 76 | -21 |

| Data     | Ora   | Sede       | Gara       | Gara        | Gara       |
| -------- | ----- | ---------- | ---------- | ----------- | ---------- |
| 18-11-14 | 18:00 | Atene      | Grecia     | 15-8        | Romania    |
| 18-11-14 | 19:00 | Debrecen   | Ungheria   | 13-6        | Slovacchia |
| 9-12-14  | 18:00 | Nováky     | Slovacchia | 10-16       | Grecia     |
| 10-12-14 | 18:25 | Miskolc    | Ungheria   | 20-10       | Romania    |
| 20-01-15 | 18:00 | Bucarest   | Romania    | 14-13 (dtr) | Slovacchia |
| 20-01-15 | 19:00 | Atene      | Grecia     | 13-15       | Ungheria   |
| 17-02-15 | 17:30 | Bucarest   | Romania    | 12-18       | Grecia     |
| 17-02-15 | 18:00 | Košice     | Slovacchia | 12-13       | Ungheria   |
| 17-03-15 | 18:00 | Bucarest   | Romania    | 5-14        | Ungheria   |
| 17-03-15 | 19:00 | Atene      | Grecia     | 11-6        | Slovacchia |
| 14-04-15 | 18:15 | Győr       | Ungheria   | 12-11       | Grecia     |
| 14-04-15 | 18:00 | Bratislava | Slovacchia | 8-9         | Romania    |

#### Gruppo B
|    | Squadra  | Pti | G | V | VR | PR | P | GF | GS | DR  |
| -- | -------- | --- | - | - | -- | -- | - | -- | -- | --- |
| 1. | Serbia   | 18  | 6 | 6 | 0  | 0  | 0 | 85 | 46 | +39 |
| 2. | Russia   | 12  | 6 | 4 | 0  | 0  | 2 | 64 | 63 | +1  |
| 3. | Spagna   | 6   | 6 | 2 | 0  | 0  | 4 | 55 | 66 | -11 |
| 4. | Germania | 0   | 6 | 0 | 0  | 0  | 6 | 53 | 82 | -29 |

| Data     | Ora   | Sede       | Gara     | Gara  | Gara     |
| -------- | ----- | ---------- | -------- | ----- | -------- |
| 18-11-14 | 18:00 | Niš        | Serbia   | 9-1   | Spagna   |
| 18-11-14 | 19:00 | Volgograd  | Russia   | 12-9  | Germania |
| 9-12-14  | 19:00 | Amburgo    | Germania | 10-19 | Serbia   |
| 9-12-14  | 20:00 | Terrassa   | Spagna   | 11-14 | Russia   |
| 20-01-15 | 18:30 | Astrachan' | Russia   | 8-17  | Serbia   |
| 20-01-15 | 19:00 | Brema      | Germania | 11-12 | Spagna   |
| 17-02-15 | 19:00 | Madrid     | Spagna   | 9-15  | Serbia   |
| 17-02-15 | 19:30 | Stoccarda  | Germania | 7-11  | Russia   |
| 17-03-15 | 18:00 | Kragujevac | Serbia   | 14-8  | Germania |
| 17-03-15 | 19:00 | Volgograd  | Russia   | 9-8   | Spagna   |
| 14-04-15 | 18:00 | Kruševac   | Serbia   | 11-10 | Russia   |
| 14-04-15 | 20:30 | Barcellona | Spagna   | 14-8  | Germania |

#### Gruppo C
|    | Squadra    | Pti | G | V | VR | PR | P | GF  | GS  | DR  |
| -- | ---------- | --- | - | - | -- | -- | - | --- | --- | --- |
| 1. | Croazia    | 24  | 8 | 8 | 0  | 0  | 0 | 101 | 60  | +41 |
| 2. | Italia     | 17  | 8 | 5 | 1  | 0  | 2 | 108 | 71  | +37 |
| 3. | Montenegro | 13  | 8 | 4 | 0  | 1  | 3 | 94  | 81  | +13 |
| 4. | Francia    | 3   | 8 | 1 | 0  | 0  | 7 | 71  | 97  | -26 |
| 5. | Turchia    | 3   | 8 | 1 | 0  | 0  | 7 | 40  | 105 | -65 |

| Data     | Ora   | Sede            | Gara       | Gara        | Gara       |
| -------- | ----- | --------------- | ---------- | ----------- | ---------- |
| 18-11-14 | 20:30 | Aix-en-Provence | Francia    | 9-15        | Italia     |
| 18-11-14 | 20:30 | Zagabria        | Croazia    | 13-3        | Turchia    |
| 9-12-14  | 18:00 | Budua           | Montenegro | 13-15 (dtr) | Italia     |
| 9-12-14  | 19:30 | Montpellier     | Francia    | 7-14        | Croazia    |
| 29-12-14 | 16:40 | Fiume           | Croazia    | 14-8        | Montenegro |
| 20-01-15 | 17:00 | Budua           | Montenegro | 15-4        | Turchia    |
| 20-01-15 | 20:00 | Torino          | Italia     | 7-8         | Croazia    |
| 2-02-15  | 21:00 | Istanbul        | Turchia    | 9-7         | Francia    |
| 17-02-15 | 19:00 | Budua           | Montenegro | 13-7        | Francia    |
| 17-02-15 | 21:00 | Istanbul        | Turchia    | 3-16        | Italia     |
| 19-02-15 | 20:00 | Lodi            | Italia     | 11-10       | Francia    |
| 20-02-15 | 21:00 | Istanbul        | Turchia    | 4-11        | Croazia    |
| 17-03-15 | 18:00 | Varaždin        | Croazia    | 15-9        | Francia    |
| 17-03-15 | 20:00 | Genova          | Italia     | 16-8        | Montenegro |
| 20-03-15 | 18:00 | Budua           | Montenegro | 11-12       | Croazia    |
| 20-03-15 | 20:30 | Parigi          | Francia    | 14-6        | Turchia    |
| 31-03-15 | 18:00 | Siracusa        | Italia     | 17-6        | Turchia    |
| 31-03-15 | 20:00 | Nancy           | Francia    | 8-14        | Montenegro |
| 14-04-15 | 18:00 | Spalato         | Croazia    | 14-11       | Italia     |
| 14-04-15 | 21:00 | Istanbul        | Turchia    | 5-12        | Montenegro |

### Torneo intercontinentale
Il torneo di qualificazione intercontinentale si è svolto dal 30 marzo al 4 aprile a Corona del Mar, quartiere di Newport Beach, in California (USA). Le squadre sono state divise in due gironi all'italiana, conclusi i quali sono stati disputati tre turni a eliminazione diretta, con gli incroci stabiliti in base al piazzamento nel girone. Le semifinaliste si sono qualificate alla Super Final.

#### Gruppo A
|    | Squadra     | Pti | G | V | VR | PR | P | GF | GS | DR  |
| -- | ----------- | --- | - | - | -- | -- | - | -- | -- | --- |
| 1. | Canada      | 9   | 3 | 3 | 0  | 0  | 0 | 45 | 25 | +20 |
| 2. | Stati Uniti | 6   | 3 | 2 | 0  | 0  | 1 | 38 | 24 | +14 |
| 3. | Giappone    | 3   | 3 | 1 | 0  | 0  | 2 | 30 | 39 | -9  |
| 4. | Argentina   | 0   | 3 | 0 | 0  | 0  | 3 | 23 | 58 | -35 |

| Data     | Ora   | Gara        | Gara  | Gara        |
| -------- | ----- | ----------- | ----- | ----------- |
| 30-03-15 | 18:30 | Giappone    | 14-9  | Argentina   |
| 30-03-15 | 20:30 | Canada      | 10-9  | Stati Uniti |
| 31-03-15 | 17:00 | Canada      | 15-6  | Argentina   |
| 31-03-15 | 20:00 | Giappone    | 6-10  | Stati Uniti |
| 01-04-15 | 17:00 | Canada      | 20-10 | Giappone    |
| 01-04-15 | 20:00 | Stati Uniti | 19-8  | Argentina   |

#### Gruppo B
|    | Squadra    | Pti | G | V | VR | PR | P | GF | GS | DR  |
| -- | ---------- | --- | - | - | -- | -- | - | -- | -- | --- |
| 1. | Australia  | 9   | 3 | 3 | 0  | 0  | 0 | 36 | 20 | +16 |
| 2. | Brasile    | 6   | 3 | 2 | 0  | 0  | 1 | 32 | 29 | +3  |
| 3. | Kazakistan | 3   | 3 | 1 | 0  | 0  | 2 | 24 | 32 | -8  |
| 4. | Cina       | 0   | 3 | 0 | 0  | 0  | 3 | 21 | 32 | -11 |

| Data     | Ora   | Gara       | Gara  | Gara       |
| -------- | ----- | ---------- | ----- | ---------- |
| 30-03-15 | 15:30 | Brasile    | 10-13 | Australia  |
| 30-03-15 | 17:00 | Kazakistan | 10-9  | Cina       |
| 31-03-15 | 15:30 | Brasile    | 12-9  | Cina       |
| 31-03-15 | 18:30 | Kazakistan | 7-13  | Australia  |
| 01-04-15 | 15:30 | Brasile    | 10-7  | Kazakistan |
| 01-04-15 | 18:30 | Australia  | 10-3  | Cina       |

#### Eliminazione diretta
Quarti di finale
| Data     | Ora   | Gara        | Gara  | Gara       |
| -------- | ----- | ----------- | ----- | ---------- |
| 02-04-15 | 15:30 | Giappone    | 8-11  | Brasile    |
| 02-04-15 | 17:00 | Canada      | 10-11 | Cina       |
| 02-04-15 | 18:30 | Stati Uniti | 17-11 | Kazakistan |
| 02-04-15 | 20:00 | Argentina   | 5-14  | Australia  |

Semifinali
| Data     | Ora   | Turno       | Gara        | Gara        | Gara      |
| -------- | ----- | ----------- | ----------- | ----------- | --------- |
| 03-04-15 | 15:30 | 5º-8º posto | Kazakistan  | 19-8        | Argentina |
| 03-04-15 | 17:00 | 5º-8º posto | Giappone    | 11-10       | Canada    |
| 03-04-15 | 18:30 | 1º-4º posto | Stati Uniti | 16-17 (dtr) | Australia |
| 03-04-15 | 20:00 | 1º-4º posto | Brasile     | 14-12       | Cina      |

Finali
| Data     | Ora   | Turno       | Gara        | Gara  | Gara     |
| -------- | ----- | ----------- | ----------- | ----- | -------- |
| 04-04-15 | 09:00 | 7º-8º posto | Argentina   | 5-18  | Canada   |
| 04-04-15 | 10:30 | 5º-6º posto | Kazakistan  | 12-15 | Giappone |
| 04-04-15 | 12:00 | 3º-4º posto | Stati Uniti | 19-7  | Cina     |
| 04-04-15 | 13:30 | 1º-2º posto | Australia   | 9-6   | Brasile  |

## Super Final
Si è disputata a Bergamo dal 23 al 28 giugno 2015.

### Fase a gironi

#### Gruppo A
|    | Squadra  | Pti | G | V | VR | PR | P | GF | GS | DR  |
| -- | -------- | --- | - | - | -- | -- | - | -- | -- | --- |
| 1. | Ungheria | 6   | 3 | 2 | 0  | 0  | 1 | 46 | 26 | +20 |
| 2. | Brasile  | 6   | 3 | 2 | 0  | 0  | 1 | 35 | 33 | +2  |
| 3. | Croazia  | 6   | 3 | 2 | 0  | 0  | 1 | 39 | 33 | +6  |
| 4. | Cina     | 0   | 3 | 0 | 0  | 0  | 3 | 19 | 47 | -28 |

| Data     | Ora   | Gara     | Gara  | Gara    |
| -------- | ----- | -------- | ----- | ------- |
| 23-06-15 | 17:20 | Ungheria | 18-8  | Cina    |
| 23-06-15 | 18:40 | Brasile  | 17-10 | Croazia |
| 24-06-15 | 16:00 | Brasile  | 15-7  | Cina    |
| 24-06-15 | 17:20 | Ungheria | 12-15 | Croazia |
| 25-06-15 | 17:20 | Ungheria | 16-3  | Brasile |
| 25-06-15 | 18:40 | Cina     | 4-14  | Croazia |

#### Gruppo B
|    | Squadra     | Pti | G | V | VR | PR | P | GF | GS | DR  |
| -- | ----------- | --- | - | - | -- | -- | - | -- | -- | --- |
| 1. | Serbia      | 9   | 3 | 3 | 0  | 0  | 0 | 40 | 26 | +14 |
| 2. | Italia      | 6   | 3 | 2 | 0  | 0  | 1 | 31 | 30 | +1  |
| 3. | Australia   | 3   | 3 | 1 | 0  | 0  | 2 | 23 | 28 | -5  |
| 4. | Stati Uniti | 0   | 3 | 0 | 0  | 0  | 3 | 26 | 36 | -10 |

| Data     | Ora   | Gara        | Gara  | Gara        |
| -------- | ----- | ----------- | ----- | ----------- |
| 23-06-15 | 16:00 | Serbia      | 13-7  | Stati Uniti |
| 23-06-15 | 20:00 | Australia   | 5-7   | Italia      |
| 24-06-15 | 18:40 | Australia   | 10-9  | Stati Uniti |
| 24-06-15 | 20:00 | Serbia      | 15-11 | Italia      |
| 25-06-15 | 16:00 | Serbia      | 12-8  | Australia   |
| 25-06-15 | 20:00 | Stati Uniti | 10-13 | Italia      |

### Fase a eliminazione diretta
|  | Quarti di finale | Quarti di finale |                |             | Semifinali                | Semifinali                |  |  | Finale         | Finale |
|  |                  |                  |                |             |                           |                           |  |  |                |        |
|  | 26-06-15 16:00   |                  |                |             |                           |                           |  |  |                |        |
|  |                  |                  |                |             |                           |                           |  |  |                |        |
|  | Brasile          | 9                |                |             |                           |                           |  |  |                |        |
|  | Brasile          | 9                | 27-06-15 18:40 |             |                           |                           |  |  |                |        |
|  | Australia        | 8                |                |             |                           |                           |  |  |                |        |
|  | Australia        | 8                | Brasile        | 9           |                           |                           |  |  |                |        |
|  | 26-06-15 20:00   |                  | Brasile        | 9           |                           |                           |  |  |                |        |
|  |                  | Serbia           | 13             |             |                           |                           |  |  |                |        |
|  | Cina             | Serbia           | 13             | 10          |                           |                           |  |  |                |        |
|  | Cina             |                  | 28-06-15 20:00 | 10          |                           |                           |  |  |                |        |
|  | Serbia           | 25               |                |             |                           |                           |  |  |                |        |
|  | Serbia           | 25               | Serbia         | 9           |                           |                           |  |  |                |        |
|  | 26-06-15 18:40   |                  | Serbia         | 9           |                           |                           |  |  |                |        |
|  |                  | Croazia          | 6              |             |                           |                           |  |  |                |        |
|  | Croazia (dtr)    | Croazia          | 6              | 14          |                           |                           |  |  |                |        |
|  | Croazia (dtr)    | 27-06-15 20:00   |                | 14          |                           |                           |  |  |                |        |
|  | Italia           | 12               |                |             |                           |                           |  |  |                |        |
|  | Italia           | 12               | Croazia        | 11          | Finale per il terzo posto | Finale per il terzo posto |  |  |                |        |
|  | 26-06-15 20:00   |                  | Croazia        | 11          | Finale per il terzo posto | Finale per il terzo posto |  |  |                |        |
|  |                  | Stati Uniti      | 6              |             |                           |                           |  |  |                |        |
|  | Ungheria         | Stati Uniti      | 6              | 7           | Brasile (dtr)             | 24                        |  |  |                |        |
|  | Ungheria         |                  |                | 7           | Brasile (dtr)             | 24                        |  |  |                |        |
|  | Stati Uniti      | 8                |                | Stati Uniti | 23                        |                           |  |  |                |        |
|  | Stati Uniti      | 8                |                |             | 23                        |                           |  |  |                |        |
|  |                  |                  |                |             |                           |                           |  |  | 28-06-15 18:40 |        |
|  |                  |                  |                |             |                           |                           |  |  |                |        |

|  | Semifinali 5º/8º posto | Semifinali 5º/8º posto | Semifinali 5º/8º posto |          |           | Finale 5º posto | Finale 5º posto | Finale 5º posto |  |
|  |                        |                        |                        |          |           |                 |                 |                 |  |
|  | Australia              | Australia              | 13                     |          |           |                 |                 |                 |  |
|  | Australia              | Australia              | 13                     |          |           |                 |                 |                 |  |
|  | Cina                   | Cina                   | 3                      |          |           |                 |                 |                 |  |
|  | Cina                   | Cina                   | 3                      |          | Australia | Australia       | 9               |                 |  |
|  |                        |                        |                        |          | Australia | Australia       | 9               |                 |  |
|  |                        |                        | Ungheria               | Ungheria | 6         |                 |                 |                 |  |
|  | Italia                 | Italia                 | Ungheria               | Ungheria | 6         | 5               |                 |                 |  |
|  | Italia                 | Italia                 |                        |          |           | 5               |                 |                 |  |
|  | Ungheria               | Ungheria               | 10                     |          |           | Finale 7º posto | Finale 7º posto | Finale 7º posto |  |
|  | Ungheria               | Ungheria               | 10                     |          |           |                 |                 |                 |  |
|  |                        |                        |                        |          |           |                 |                 |                 |  |
|  |                        |                        |                        |          |           | Cina            | Cina            | 9               |  |
|  |                        |                        |                        |          |           | Cina            | Cina            | 9               |  |
|  |                        |                        |                        |          |           | Italia          | Italia          | 16              |  |

## Classifica finale
| Pos. | Squadra     |
| ---- | ----------- |
|      | Serbia      |
|      | Croazia     |
|      | Brasile     |
| 4    | Stati Uniti |
| 5    | Australia   |
| 6    | Ungheria    |
| 7    | Italia      |
| 8    | Cina        |